# IC 1443
IC 1443 је елиптична галаксија у сазвјежђу Водолија која се налази на листи објеката дубоког неба у Индекс каталогу.
Деклинација објекта је - 20° 56' 24" а ректасцензија 22h 19m 3,6s. Привидна величина (магнитуда) објекта IC 1443 износи 12,5 а фотографска магнитуда 13,5. IC 1443 је још познат и под ознакама ESO 602-5, MCG -4-52-33, PGC 68558.